# 西安交大少年班
西安交通大学少年班于1985年由西安交通大学设立，旨在进行创新与素质教育改革试点，不拘一格选拔超常少年。

## 历史
西安交大每年1月举办面向全中国大陆初三学生的统一考试，从中择优录取140人左右进入少年班。少年班学生首先在西安交通大学附属中学、苏州中学园区校、天津南开中学或杭州高级中学进行预科学习，成绩合格后无需参加高考即可成为西安交通大学本科学生，本科阶段成绩合格后无需参加研究生考试即可成为西安交通大学硕士研究生。